# 草甸山 (科羅拉多州)
草甸山（英語：Mountain Meadows）是位於美國科羅拉多州圓石縣的一個人口普查指定地區。

## 地理
草甸山的座標為40°01′26″N 105°22′50″W / 40.02389°N 105.38056°W，而該地最高點為海拔高度2210米（即7260英尺）。

## 人口
根據2010年美國人口普查的數據，草甸山的面積為4.5平方千米，均為陸地。當地共有人口274人，而人口密度為每平方千米60人。